# Marina de guerra a l'antiga Grècia
La marina de guerra en l'antiga Grècia, que no es pot generalitzar a tots els grecs, sinó a algunes polis gregues, va romandre directament sotmesa a estendre l'influència territorial, que era alhora la fi i la condició necessària.
Alguns Estats de l'Antiguitat clàssica van saber dotar-se d'una poderosa marina de guerra: Atenes en l'època clàssica, Egipte, Cartago i Rodes en el període hel·lenístic i Roma en el curs de les guerres púniques i a la fi de la república.
Des del punt de vista dels seus instruments, la guerra en el mar tenia unes exigències pròpies, ben diferents de les del combat en terra ferma. Per aquest motiu hi ha algunes contradiccions entre l'originalitat tècnica de les activitats marítimes i la seva subordinació a les activitats terrestres; contradiccions que són òbvies en les seccions dels vaixells de guerra, en les flotes militars i en les tàctiques navals.

## Els vaixells de guerra

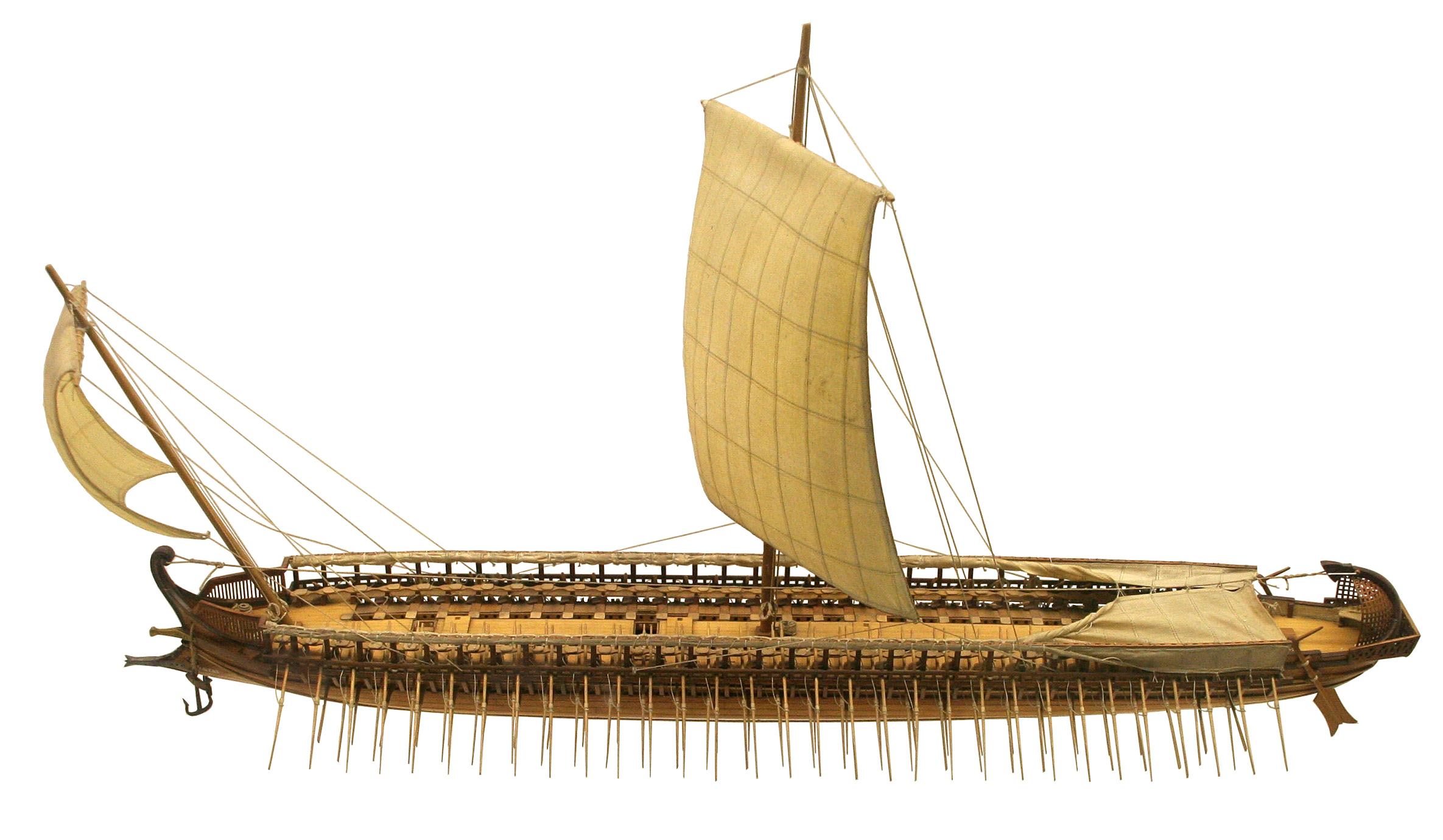
Model de trirrem

Els vaixells de guerra van conservar, durant tota l'Antiguitat, certes característiques tècniques que van delimitar sempre d'una manera bastant concreta el camp del seu ús tant estratègic com tàctic.
En primer lloc, es diferenciaven dels vaixells mercants per la seva forma allargada, que els va valer sempre l'apel·latiu de vaixells «llargs». Ràpids, i en general dotats d'una gran capacitat de maniobra, eren en canvi molt poc mariners, la qual cosa els va convertir sovint en presa de les tempestes, encara que el costum volia que no es fes ús d'ells durant la temporada dolenta. En resum, eren unes construccions harmonioses però fràgils.
En segon lloc, es distingien dels vaixells mercants en la seva manera de propulsió, ja que, si bé estaven proveïts d'una i fins i tot diverses veles que s'hissaven durant les travessies, del que depenien al moment del combat era de la potència dels seus rems.
Una primera conseqüència era que, en els seus limitats cascos plens de remers, no es podien acumular reserves d'aigua i aliment, d'aquí la necessitat de fer freqüents escales. També succeïa que aquests enginys de guerra valien tant com els homes que els dirigien i que, per dir-ho així, els personalitzaven. De la cremor, de les energies i, sobretot, de l'habilitat dels remers, fruit d'una llarga experiència, depenia en gran parteix el resultat de la batalla.
Finalment, perquè poguessin dur a terme la seva funció militar, els vaixells de guerra havien d'incloure accessoris essencials; d'una banda, un Esperó per desfonar als vaixells enemics i, per l'altre, plataformes de combat, on pogués situar-se la infanteria de marina. No obstant això, aquests dos accessoris van conèixer durant l'Antiguitat un desenvolupament variable, segons predominés la tàctica de l'abordatge.

## Els orígens de la marina de guerra

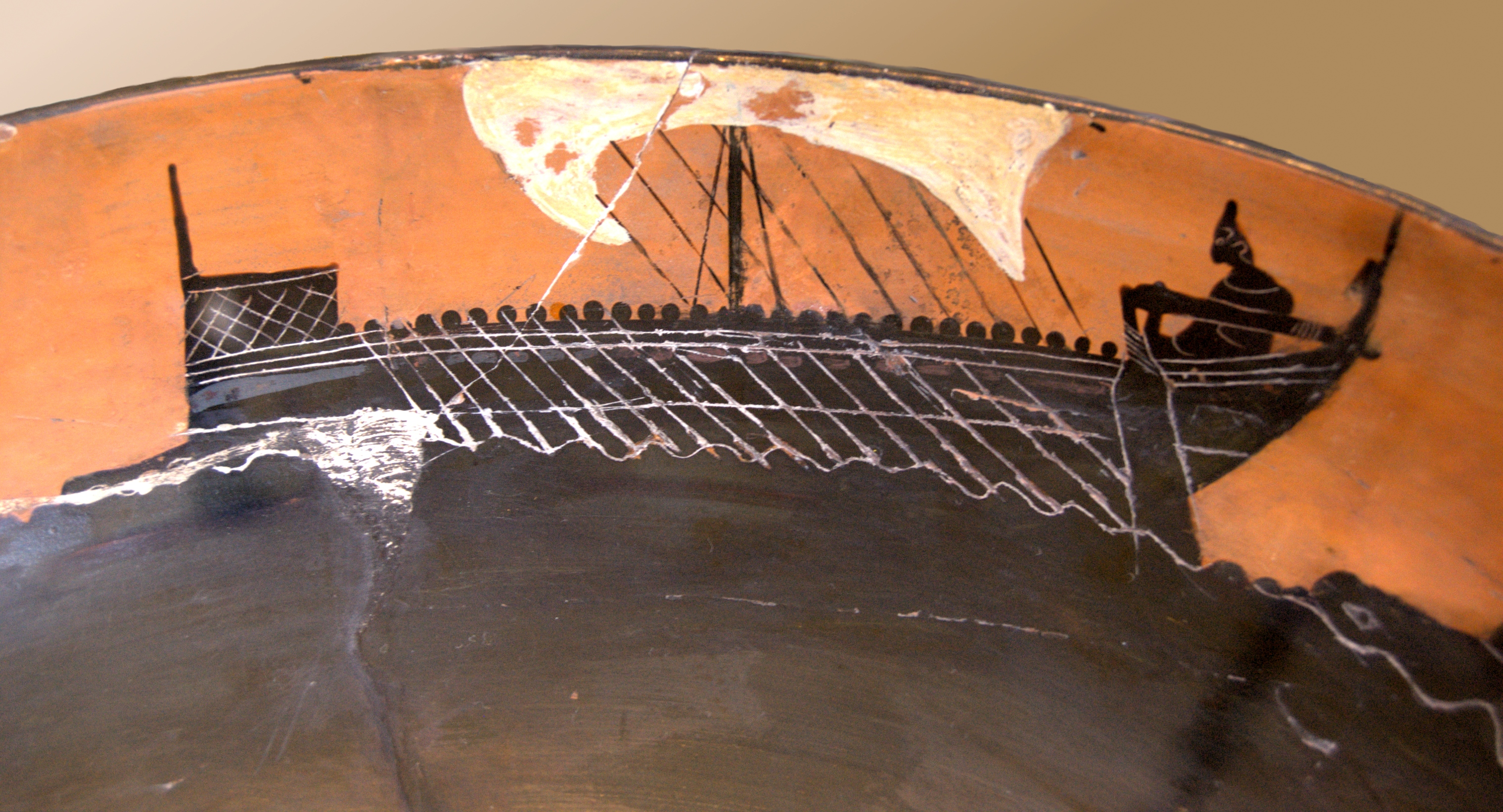
Vaixell de guerra en un atuell grec

Els primers navilis de guerra, recognoscibles pels seus rems i la seva forma allargada, apareixen incisos en una placa d'argila del III mil·lenni aC, descoberta en Siros, una illa de la mar Egea, així com en una pintura d'un got del segle XVII aC trobat en Volos, en Tessàlia.
Nous detalls es poden observar en representacions, més o menys esquemàtiques, de l'època micènica: veles, mastelers i plataformes a proa i popa.
Hi ha descripcions homèriques de principis del primer mil·lenni aC, sovint convencionals i estereotipades, però en ocasions també riques en vocabulari nàutic i en evocadores descripcions, com quan parlen dels «negres navilis» o dels «buits navilis», «ben units», «ben treballats», amb la proa blava o vermella, tan lleugers que cada nit es podien treure de l'aigua i encallar en la riba i tan baixos que no hi havia perill a saltar des del seu broda a terra ferma.
No obstant això, hi ha un detall que Homer no esmenta, malgrat que ja s'utilitzava en el seu temps: l'esperó de proa que està clarament testificat des de començaments del segle viii aC en gots ceràmics d'estil geomètric.
Els més habituals d'aquests bucs eren propulsats per 20 o 30 (triacònters) o 50 remers (pentecònter), repartits en dos bancs a babord i altres dos a estribord. A vegades, des de finals del segle viii aC, cadascun d'aquests bancs es desdoblega en dues fileres superposades, de les quals neixen les birrems (dikrotoi).
El mèrit d'aquesta invenció recau en els fenicis, que en aquesta època apareixen en tota la Mediterrània, o en els mateixos grecs; potser el corinti Aminocles que, segons Tucídides (I, 13), s'hauria distingit en Samos, prop del 704 aC, en crear la samaina.

## El regne de la trirrem

Secció de trirrem

De la birrem, que portava un centenar de remers, es va passar a la trirrem (o triere, segons la paraula romana triremis), el nom de la qual apareix per primera vegada cap a mitjan segle vi aC en els poemes de Hipònax d'Efes.
Segons Heròdot (II, 158), aquest tipus de navili s'utilitzava des de finals del segle vii aC, en temps del faraó Necao I, que va excavar un canal entre el Nil i la mar Roja «el bastant ample com perquè dos trirrems vogant de front poguessin navegar per ell», abans de fer construir alguns d'ells, uns amb destinació al mar septentrional, els altres en el Golf Pèrsic amb destinació al mar d'Eritrea.
És poc versemblant que els egipcis fossin els seus inventors; més aviat serien els corintis, que van tenir bones raons per perfeccionar el seu armament marítim des de la primera meitat del segle vii aC, amb motiu dels seus conflictes amb l'Illa de Corfú.
Altres historiadors es pronuncien per una datació diferent; sia més antiga (finals del segle viii aC), com és el cas d'aquells que seguint a Tucídides tenen a Aminocles per l'inventor de la trirrem; ja més moderna (finals del segle VI aC), quan arguïen que, cap al 535 aC, Polícrates de Samos devia el seu poder a una flota formada encara per pentecònters.
En qualsevol cas, les trirrems estaven molt esteses pel Mediterrani oriental des de finals del segle vi aC. Polícrates de Samos va enviar-ne 40 a socórrer al rei aquemènida Cambises II de Pèrsia en 525 aC.
El 494 aC, durant la Revolta Jònica contra els perses, Quios en va poder alinear 100, Milet 80, Lesbos 70 i Samos 60.
La flota enviada per Darios I el Gran en 490 aC hauria estat formada per 600, mentre que Geló I de Siracusa, deu anys després, els oferia 200 als grecs, a canvi del comandament suprem en el mar. Sense comptar que els atenesos, gràcies als esforços de Temístocles, van poder disposar de més de 200 trirrems durant la segona Guerra Mèdica.
Els especialistes s'han esforçat per resoldre el difícil problema de la disposició dels rems a bord de les trirrems, servint-se d'algunes representacions de difícil interpretació i d'escassos textos, no menys enigmàtics en els seus detalls. Les dades fonamentals que podem esmentar són que les portillas de rem no estaven col·locades a la mateixa altura i que en la tripulació d'una trirrem sempre hi havia tres categories de remers: els tranites, els zigites i els talamites, la qual cosa feia un total de 170 homes, aproximadament.
No hi ha més que tres possibilitats per distingir les diferents categories de remers segons la seva disposició a l'interior del vaixell, disposant-los al llarg, a l'ample o a l'alt.
Les dues primeres solucions, que consisteixen a repartir de la proa a la popa a tres grups de voga o confiar-li la maniobra de cada rem a tres homes, no han deixat de tenir en el passat els seus defensors, als quals no els agradava considerar la superposició de tres bancs de remers. No obstant això, el problema ha quedat definitivament resolt en favor de la tercera solució, amb algunes variacions, molt comprensibles, de detall.
Els remers del banc inferior, anomenats talamites, movien els seus rems a través de portillas situades a uns 50 cm per sobre de la línia de flotació i, per aquest motiu, proveïdes de troneres de cuir. Els remers del banc mitjà, anomenats zigites, els movien sota el pont. Mentre que per subjectar els toletes dels remers del banc superior, anomenats tranites, s'havien disposat muntures de fusta que sobresortien de les brodes i que es deien parexeiresia, és a dir, «dispositiu auxiliar per als rems».
De manera que els emplaçaments per remar se superposaven, però també s'imbricaven, de tal forma que les portillas es presentaven al tresbol en els flancs del navili. Així s'aconseguia no forçar, per raons de seguretat, l'altura de les brodes (2,20 m) i igualar la longitud dels rems (4,17 m, excepte al centre de la trirrem, on arribava als 4,40 m). Per tant, la unitat tripartida de rem, que donava el seu nom a aquest tipus de vaixell, es disposava en oblic.
A cada costat de la trirrem hi havia 27 d'aquestes unitats, a les quals s'afegien, a causa del perfil del casc, dos tranites remant en solitari davant i darrere. Com cada home estava situat a una distància aproximada d'uns 90 cm del seu veí, la longitud de la trirrem no sobrepassava gaire la de l'antic pentecònter, on s'alineaven 25 remers (havia d'aconseguir uns 36 m) i, no obstant això, s'aconseguia un increment apreciable de capacitat, la qual cosa li permetia desenvolupar una velocitat, sense veles], de més de cinc nusos.
En canvi, necessitava obligatòriament remers ben entrenats, suficientment coordinats en el seu vogar com para no entrexocar els seus rems.

## La temptació del gigantisme

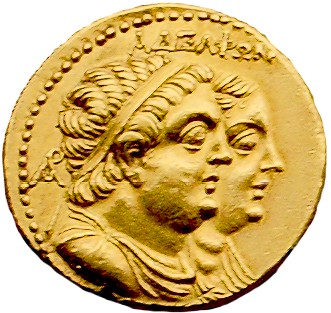
Ptolemeu II amb Arsíone.

Des de començaments del segle IV aC, s'observen ja alguns signes precursors d'una carrera cap al gigantisme en la construcció naval. En el 339 aC, a Siracusa, els enginyers de Dionís el Vell, que eren els qui havien posat a punt la catapulta, van inventar la quinquerrem (amb cinc bancs de remers) i construïen quadrirrems (amb quatre bancs de remers).
És molt possible que no es tractés més que de prototips, més o menys assolits, i que la invenció dels models definitius de quatre i cinc bancs de remers s'hagués d'atribuir més aviat als fenicis o als xipriotes, poc abans de ser sotmesos per Alexandre el Gran.
El que sí que és segur és que, al moment en què aquest va començar la seva expedició, la major part de les flotes orientals estava formada per quinquerrems, mentre que la flota atenesa del 325-324 aC encara comptava amb 360 trirrems i només 50 quadrirrems i 7 quinquerrems.
El 314 aC, Demetri Poliorcetes va demanar als fenicis que li construïssin un navili de set bancs de remers; en el 301 aC, ja en tenia un de tretze i, posteriorment, en el 288 aC, de quinze i setze bancs. Seguidament, Antígon II Gònates (276-239 aC) va fer que es comencés a construir en Corint l' Istmia, que se sap que tenia 18 bancs.
Ptolemeu II Filadelf (282-246 aC) va encarregar a Pirgóteles que li construís, a Xipre, navilis de 20 i 30, abans que Ptolemeu IV Filopàtor (221-203 aC) s'emportés la palma amb un navili de 40 bancs, del qual Calígen ens ha deixat una descripció maravellada:
En aquest cas, es tractava d'una construcció de prestigi, d'una joguina reial. Però no podem dir el mateix dels vaixells anteriors. Per exemple, heus aquí la composició de la flota de Ptolemeu II Filadelf, que estava formada de 366 unitats: dos navilis de 30 bancs (un dels quals feia de vaixell almirall), un de 20, quatre de 13, dos de 12, catorze d'11, trenta de 9, cinc de 6, disset de 5 i 224 de menor grandària.
La qüestió del punt de vista tècnic d'aquestes supergaleres, que segueix sent molt polèmica, suposa el principi de la superposició de remers i el pas del maneig d'un rem al de molts. Mentre el nombre de bancs fos inferior a 24 pot explicar-se així, combinant el nombre de fileres de rems i remers assignats a cada rem. Però quan s'arriba a 30 o 40, cal buscar una explicació complementària. Pot ser que, com suggereix la descripció de Calígen, calgui pensar en un navili de dos cascos, de tipus catamarà. S'aconsegueix així augmentar el nombre de remers al mateix temps que es limita l'altura de les bordes. En un navili de 10 bancs, idèntic al que va utilitzar Marc Antoni en la batalla d'Àccium en el 31 aC, el pont no estava a més de 3 m sobre el nivell del mar.

## Altres tipus de vaixells
En tota flota militar antiga hi havia un cert nombre de navilis especialitzats, la construcció dels quals i manteniment estaven dictats per les funcions particulars que se'ls confiaven.
Uns estaven destinats al transport de tropes o de les seves muntures. Uns altres servien com a correus, com el Paralus a Atenes. Uns altres tenien per models als vaixells pirates que volien combatre o destruir.
En aquesta última categoria obstaculitzen, amb el vell triacònter, tot un seguit d'embarcacions lleugeres i ràpides, de naturalesa i apel·latius variats segons les regions: keles o keletion, epatrokeles o epaktris, Lembus Il·líria, liburna Dalmàcia, etc.
Millor coneguda i més difosa que les embarcacions precedents és la hemiolis («aquella composta per un banc i mitjà»), una birrem en la qual una part dels remers (la meitat posterior del banc superior) abandonava el seu lloc en el rem durant l'abordatge per participar en el combat i deixar lloc a la vela. Per lluitar contra les hemiolotai dels pirates, s'hauria inventat al segle iv aC, aplicant el mateix principi a la trirrem, la triemiolia, que apareix freqüentment en època hel·lenística en les flotes rodia, egípcia i atenesa.

## Arsenals
Els arsenals estaven composts, en primer lloc, per hangars per a vaixells, el nombre dels quals i dimensions permeten determinar la importància quantitativa i qualitativa de la flota que acollien. Segons les fonts disponibles, sembla que el tirà Polícrates de Samos hauria estat el primer a construir un en Samos, cap al 525 aC.
En l'època clàssica seran especialment nombrosos al Pireu (372 en 330-325 aC), entorn de les rades de Muníquia (82), de Zea (196) i de Càntirs (94), així com en Siracusa (310 al començament del segle IV sV).
Alguns exemplars amb la part inferior tallada en la roca han estat descoberts pels arqueòlegs al Pireu, Cap Súnion, Oinaidai, Acarnània i a Apol·lònia de Cirenaica, a Cirenaica. En aquest cas, els dics secs, que estaven separats entre si per columnates o murs massissos, tenien 6 m d'ample i 40 de llarg, 38 dels quals estaven per sobre de l'aigua; als seus canals centrals s'hissaven les trirrems amb ajuda de corrons i polispasts, per un pendent el percentatge de la qual era d'1 a 14.
A aquests hangars s'afegien nombroses dàrsenes per reposar els aparells, la més famosa i més coneguda de les quals, gràcies a una descripció que es conserva, va ser obra, al Pireu, de l'arquitecte Filó a la fi del segle iv aC.
Els arsenals estaven controlats per col·legis especials de magistrats, que a Atenes eren coneguts com a neoroi o epimeletes. En Rodas, determinades indiscrecions respecte a l'armament naval estaven castigades amb la pena de mort.

## L'armament naval
Armar una flota exigia la intervenció directa o indirecta de l'Estat, ja que era l'únic capaç de suportar la càrrega inicial i d'assegurar el servei regular que exercien.
En l'època clàssica, la construcció de vaixells de guerra era assumida per l'Estat. Aquest sistema datava de l'època de Temístocles que havia aconseguit, poc abans de la Segona Guerra Mèdica, convèncer els seus compatriotes perquè destinessin a això els 200 talents proporcionats pel descobriment d'un nou filó de plata en Làurion, en comptes de repartir-los. Aquests ingressos col·lectius van ser distribuïts, en aquest cas, entre els ciutadans rics amb la condició que proporcionessin els vaixells. Després seria la bulé la que es va veure obligada, sota pena que se'ls neguessin els honors tradicionals al final del seu mandat, a vetllar perquè es començava la construcció, cada any, d'un determinat nombre de trirrem, en general una desena.
En canvi, tot el tocante al manteniment i equipament, tant en homes com en material, dels navilis de la construcció dels quals es feia càrrec l'Estat, es feia recaure en els ciutadans més rics (pertanyents a la classe dels pentakosiomedimnos), que es veien sotmesos obligatòriament a un servei especial que portava el nom de trierarquía.
A mitjan segle v aC, els trierarcas eren tants com a unitats era possible noliejar (uns 400 durant la Guerra del Peloponès). Però aquest servei es va convertir en una càrrega tan gran en la segona meitat d'aquesta guerra (Guerra de Decelia), que a partir de llavors va haver de confiar-li la responsabilitat d'un únic navili a dos trierarcas, anomenats sintrierarcas, abans de passar el 357 aC al sistema de les simmorias, que permetia repartir aquest tipus d'obligació entre un nombre cada any major de ciutadans. Els 1.200 ciutadans més rics van ser agrupats en 20 simmorias, cadascuna de les quals s'encarregava de molts navilis.
El funcionament de la trierarquia, que es basava en una discriminació fiscal, va suscitar molts problemes, que aviat es van convertir en processos entaulats per aquells que es queixaven de suportar una càrrega injusta en contra d'aquells que intentaven per tots els mitjans deslliurar-se d'ella o que malversaven els béns de l'Estat, etc.
Demòstenes de Peània va proposar en el 340 aC una reforma definitiva per posar fi als abusos. Però va haver de reconèixer, quatre anys després, que les maniobres dels seus adversaris l'havien desfigurat. Això no impedeix que l'eficàcia d'aquest servei atenès estigui prou testificada per dos segles d'hegemonia marítima i per totes les imitacions que va sofrir en la resta del món grec (fins al Regne Ptolemaic).

## La composició de les tripulacions
La tripulació d'un vaixell de guerra es repartia en quatre categories: els oficials, els tècnics, els remers i els infants de marina.
En una trirrem atenesa, el trierarca, que la majoria de les vegades mancava de qualsevol competència tan nàutica com a militar, explicava en el mar amb l'assistència que li prestaven diferents oficials de marina que s'encarregaven que el servei es desenvolupés adequadament: el kybernetes o timoner, que també feia de segon oficial; el proreu o guaita, l'autoritat del qual aconseguia a totes les operacions que tenien lloc en la part anterior del vaixell, així com totes les qüestions relatives a la carena i a l'aparell; el keleustes («aquell que copeja la mesura»), la missió general de la qual era ocupar-se dels remers; i finalment, el pentacontarca, que assistia als seus col·legues i que a més era l'adjunt administratiu del trierarca. Aquesta jerarquia, amb poques diferències, era també la de la flota ròdia.
A aquests oficials cal afegir-los els tècnics, que variaven segons la importància del navili.
En la flota ròdia de l'època hel·lenística no hi havia molts d'ells: un encarregat de l'equip, un fuster, un timoner, un greixador (a càrrec probablement de la conservació del cuir), un metge, un encarregat dels estrobos (per fixar i reparar les estopes), un flautista (que marcava el ritme de la cadència dels remers), així com un cert nombre de mariners de coberta per mantenir els cordatges, les veles i les amarres. En una trirrem atenesa de l'època clàssica, els oficials i tècnics sumaven un total de vint persones.
Els infants de marina també variaven en nombre, a causa de les concepcions tàctiques del moment. En els gots de l'època geomètrica es poden veure ja proveïts d'arcs i de llargues piques. A les trirrems ateneses de la guerra del Peloponès, eren en general 14, entre ells 4 arquers.

## El reclutament de les tripulacions
Per ocupar el lloc de remero en l'època clàssica, els atenesos embarcaven preferentment en els seus navilis a aquells dels seus ciutadans que pertanyien a l'última classe del cens, la dels tetes, i només en cas de perill. Com en vespres de Batalla de Salamina, van cridar així mateix als zeugitas i cavallers. No obstant això, solien recórrer igualment als seus aliats, sobretot en temps de la lliga de Delos, i fins i tot a mercenaris.
Els remers atenesos rebien un salari aproximadament igual al dels hoplitas, ja que arribava a una dracma per dia al començament de la guerra del Peloponeso.
En l'època hel·lenística, els sobirans els van reclutar, per mitjà de diners, entre els seus súbdits o entre les poblacions amb experiència de la mar Egea, Anatòlia, Xipre i Fenícia. Poques van ser les polis gregues que llavors van mantenir rigorosament, com Rodas, el recurs als seus ciutadans. Existeixen nombrosos documents epigràfics que permeten seguir la carrera de ciutadans de totes les classes socials en la marina de guerra rodia.
Els grecs van estar decidits durant molt temps a agafar un rem per defensar la pàtria i, a vegades, fins i tot van aconseguir glòria amb això.

## Les tàctiques navals
Les tàctiques navals van ser fonamentalment de dues classes, nascudes de l'alternativa següent: o bé dirigir el combat en el mar com si s'estigués desenvolupant en terra, o bé fer-ho considerant que aquest tenia lloc en el mar.
En el primer cas, el determinant són els infants de marina, que no veuen en la nau sinó una plataforma flotant i que no aspiren més que a recrear artificialment les condicions típiques d'una batalla terrestre. En el segon cas, és el mateix vaixell el que serveix com a arma de combat i li dona a l'enfrontament un caràcter específic. Els objectius finals eren o bé l'abordatge o bé esperonar l'adversari.
A partir del moment en què, en l'època arcaica, l'esperó apareix proveït d'una armadura de metall, ja no podem dubtar del seu ús en els combats. Des de llavors no va deixar de perfeccionar-se. Les trirrems portaven un esperó de bronze coronat per un cert nombre de puntes suplementàries. La plusmarca quant al nombre d'esperons li correspon al vaixell de 40 bancs de Ptolemeu IV, que estava proveït de set d'ells.
L'objectiu era posar fora de combat, i si pot ser enfonsar, al navili enemic perforant-ho per sota de la línia de flotació. Per aconseguir-ho, l'agressor havia de complir dues condicions: situar-se en una posició tal que pogués desenvolupar el seu atac des del flanc i no des de la part anterior del navili contrari, que també estava proveïda d'un esperó, i llançar el seu atac amb una velocitat adequada, ni massa de pressa ni massa lenta, de tal manera que aconseguís penetrar en el casc de l'adversari sense quedar atrapat en ell. En aquestes condicions, sempre iguals, l'èxit somreia a aquells que aconseguien llançar els seus cops amb rapidesa i precisió, gràcies a les qualitats de maniobra dels seus navilis, que depenien en gran part de l'excel·lència de les tripulacions.
L'atac final necessitava anar precedit d'unes maniobres d'aproximació destinades a col·locar a l'enemic en una mala posició; unes vegades eren improvisades i originals, en forma de estratagemas (per exemple, quan les hi arreglaven per llançar a la flota enemiga contra la costa), i altres codificades i fàcilment recognoscibles, com si anessin la coreografia d'un ballet.
- El periplous era realitzat per naus que començaven a girar entorn de l'adversari intentant reduir a poc a poc el seu camp d'acció i sembrar el desordre entre les seves files, abans d'atacar-ho amb la seva espolón. Però aquesta maniobra implicava un cert risc, ja que els qui les duien a terme presentaven els seus flancs als cops enemics.

- El diekplous consistia a presentar-se en fila, amb les proes apuntant als vaixells enemics, intentant lliscar-se entre ells el més a prop possible amb la intenció de trencar els seus rems, per després fer mitja volta, de tal manera que fos possible llançar-se de popa o de flanc sobre l'adversari inerme. Conegut des del segle iv aC, el diekplous encara era considerat en temps de Polibi (I, 51, 9) com la «maniobra més eficaç en una batalla naval». No obstant això, hi havia tres maneres de fer-ho fracassar: col·locant-se en dues línies, adoptant una posició al tresbolillo o formant un cercle.[5]

No obstant això, rars van ser els moments en els quals els procediments tàctics, basats en el principi de l'esperonada, van tenir un paper determinant, gairebé únic, en els combats marítims; doncs per a això havia d'aconseguir-se un domini perfecte de les tècniques navals, aconseguir una adaptació total de l'instrument de guerra a les condicions específiques de l'entorn i prendre plena consciència de l'originalitat dels mètodes a emprar. Mancant tot això, acabaven per imposar-se els acostumats esquemes inspirats en les maniobres terrestres.
L'abordatge demostra unes preocupacions tàctiques oposades a les de l'esperonada. Si en un cas són els vaixells els que es veuen embolicats directament, en l'altre són els combatents. Per això és possible jutjar, en absència de qualsevol altra dada, els procediments utilitzats pels grecs abans de l'època clàssica segons el nombre d'infants de marina embarcats en cada navili i segons la importància de les instal·lacions que els estaven destinades.
La pràctica de l'abordatge és almenys tan antiga com la de l'esperonada. Sembla haver gaudit de les preferències dels herois homèrics. A la fi de l'època geomètrica, en els gots de ceràmica de Dipilon es veuen sovint soldats proveïts d'arcs i llances prendre part activa en les batalles navals, disposats sobre les plataformes de proa i popa. Aquestes no van trigar a estar unides entre si, bé per una passarel·la axial, bé per uns passamans, abans de transformar-se, com a més tard a la fi de l'època arcaica, en un pont més o menys continu.
S'explica així que 40 infants de marina poguessin ser embarcats en cada trirrem de Quios, en el 494 aC, per a la batalla naval de Lade (prop de Milet, en la costa d'Àsia Menor).
El 480 aC. les trirrems ateneses van demostrar en l'estret de Salamina la superioritat tàctica de l'esperonada sobre l'abordatge. En conjunt, aquesta superioritat amb prou feines va ser contestada durant l'època clàssica, abans de l'aparició del gigantisme naval, que va permetre als soldats hel·lenístics dominar els mars des de l'alt de les seves fortaleses flotants.
La nova manera de combat destaca clarament en la descripció que fa Diodor de Sicília de la batalla entre Ptolemeu I Sòter i Demetri Poliorcetes en el 307 aC, en les aigües de Salamina de Xipre:
Per detenir els atacs frontals de les naus macedònies, que estaven dotades de sòlides servioles, els rodis, que continuaven confiant en la seva maniobrabilitat, «havien posat a punt- diu Polibi un enginyós procediment. Llançaven d'enfront dels seus vaixells de tal manera que rebien els cops per sobre de la línia de flotació, mentre que ells tocaven als seus adversaris per sota, obrint en els seus cascos bretxes irreparables».

## Gents de mar, gents de poca estima
Va ser poc habitual que els antics grecs aconseguissin portar les seves tàctiques navals al mateix nivell d'elaboració que les seves tàctiques terrestres i que aconseguissin un grau de qualificació igual al que demostren les seves tècniques de construcció. El motiu principal és, sens dubte, que el prestigi de la guerra en terra ferma se li oposava la desconfiança, el descrèdit fins i tot, més o menys accentuat segons les èpoques, que sofrien les operacions marítimes, qualsevol que fos el seu paper real en la resolució dels conflictes.
En temps de Pèricles ningú hauria pensat a negar que el control del mar era la base de l'imperialisme atenès. No obstant això, allò era considerat pels oligarcas com la causa principal de la descomposició política i moral que originaria la seva caiguda, doncs una polis semblant es trobava a la mercè de la plebe marítima, que ineluctablemente havia d'empènyer-la cap a les formes més extremes de la democràcia atenesa.
Els excessos dels demagogs que van succeir a Pèricles, seguits de la derrota del 404 aC, no podien sinó facilitar la difusió d'aquestes idees oligàrquiques en el pensament conservador del segle iv aC. Tant Isòcrates d'Atenes com Xenofont veuen en l'hegemonia marítima una font d'injustícia, mandra, avarícia, cobdícia i de tirania, mentre que Plató es preocupa, en les Lleis, perquè la ciutat no té vistes al mar, perquè no sucumbeixi a les seves temptacions. A més, molts van ser en aquesta època els que van intentar revalorar, en les seves trucades utilitaristes al gloriós passat militar de Grècia, la victòria de la batalla de Marató en detriment de la de Salamina.
Quan l'anihilació de les ambicions marítimes ateneses li va restar intensitat al debat, les condemnes es van fer menys severes i més matisades. Aristòtil i Ciceró, malgrat ser tan sensibles als deletéreos miasmes que suraven en els ambients portuaris, no per això deixen d'estar disposats a acceptar en aquest punt una espècie de compromís, per raons d'eficàcia militar i econòmica; de la mateixa manera en què, a partir de llavors, el nou gènere literari dels «elogis» va saber destacar els avantatges del mar.
La subordinació de la guerra marítima a la terrestre era per als antics un assumpte de moralitat política. Un Estat que orientés en aquella la seva activitat militar no només corria el risc d'arruïnar més o menys ràpidament les bases tradicionals de l'economia terrestre, sinó que hauria d'augmentar a curt termini els drets polítics dels estrats socials més humils, que eren els que proporcionaven la base de les seves forces armades.
La guerra naval, on el que més explicava era la qualitat de l'instrument de combat i l'habilitat professional dels combatents, portava les activitats militars cap a la tècnica, en una època en la qual aquesta encara no estava molt desenvolupada en els combats terrestres. Per això era convenient deixar aquest tipus de pràctica guerrera a aquells que no tenien més que un paper marginal en la vida política de la comunitat.